# P-02C
docomo STYLE series P-02C（ドコモ スタイル シリーズ ピー ゼロ に シー）は、パナソニック モバイルコミュニケーションズによって開発された、NTTドコモの第三世代携帯電話（FOMA）端末であるdocomo STYLE seriesの一つである。

## 概要
2009年夏モデルであるP-10Aの後継モデルで、縦にも横にも開く、パナソニックの代名詞的なWオープンスタイルをとっており、それに加えて防水機能を誇るVIERAケータイである。P-10Aに比べ若干丸みを持たせている。防水性能はIPX5／IPX7となり、風呂場でワンセグの試聴などを楽しむこともできる。
もうひとつの特徴としては、縦長の背面ディスプレーの両脇に設けられたハニーキューブイルミといわれるイルミネーションで、時間や、天気などによってピンク、緑、青、白と変化した点灯を行うことができる。

## カメラ
カメラは510万画素のオートフォーカスカメラを搭載しているが、面白い機能として、2人の顔の距離が近づくと自動撮影をするラブシャッター機能が搭載されている。距離により「お友達」「恋人」と選択することが可能で、さらに設定した人数（1人から最大5人まで）の顔を検出すると、セルフタイマーが作動し、約3秒後に撮影する、グループシャッター機能が搭載されている。
シーン別に自動で撮影モードを切り替える「インテリジェントオート」モードも搭載されている。

## ワンセグ
ワンセグはVIERAケータイ用エンジン（モバイルPEAKSプロセッサー）による画像補正が行われるほか、マルチウィンドウ、試聴予約、録画予約にも対応している。またブルーレイディスクとの連携も図れる。

## その他機能
覗き見防止機能として、ビューブラインドが搭載されている。また作成した文章の内容に合わせ、一発でデコメ絵文字を文章に入れられる「かんたんデコメ」が搭載されている。
| 主な対応サービス                   | 主な対応サービス                                                    | 主な対応サービス                       | 主な対応サービス                                     |
| ---------------------------------- | ------------------------------------------------------------------- | -------------------------------------- | ---------------------------------------------------- |
| タッチパネル                       | FOMAハイスピード7.2Mbps/2Mbps                                       | Bluetooth                              | DCMX／おサイフケータイ                               |
| iアプリオンライン／地図アプリ      | 直感ゲーム／メガiアプリ                                             | iウィジェット                          | マチキャラ／iコンシェル                              |
| ホームU／ポケットU                 | GPS／ケータイお探し                                                 | デコメール／デコメ絵文字／デコメアニメ | iチャネル                                            |
| 着もじ／プッシュトーク             | テレビ電話／キャラ電                                                | 電話帳お預かりサービス                 | フルブラウザ                                         |
| おまかせロック／バイオ認証         | 外部メモリーへiモードコンテンツ移行／ユーザーデータ一括バックアップ | トルカ                                 | iC通信／iCお引越しサービス                           |
| きせかえツール／ダイレクトメニュー | バーコードリーダ／名刺リーダ                                        | 2in1                                   | エリアメール／ソフトウェアーアップデート自動更新     |
| GSM／3Gローミング（WORLD WING）    | 着うたフル／うた・ホーダイ                                          | Music&Videoチャネル／ビデオクリップ    | デジタルオーディオプレーヤー(WMA)(AAC)(SDオーディオ) |

## 搭載アプリ
| アプリ名                       | 概要 |
| ------------------------------ | --- |
| ケータイTOOL＜辞書＞           | 日・英単語や語句の検索ができる「学研 辞スパ英和・和英辞書」、「学研 国語辞書」を搭載した総合辞書                                                      |
| プッチンパズル体験版           | パズルゲーム |
| E★エブリスタアプリ             | ケータイ総合雑誌「E★エブリスタプレミアム」掲載作品の更新情報をリアルタイムで確認できるアプリ                                                          |
| ブックビューア コミック体験!   | セルシス、ボイジャーが提供しているケータイコミックを体験できるアプリ                                                                                  |
| コミック/小説ビューア          | コミックや小説を読むことができるアプリ |
| リバーシ                       | オセロ |
| ハイパー四川省                 | ゲーム |
| iアバターメーカー              | iアバターを作成するアプリ |
| iCタグリーダー                 | 対応のポスター・カード・シールなどにおサイフケータイでかざして情報を読み取るためのアプリ                                                              |
| モバイルGoogleマップ           | Googleマップのアプリ。GPSを使った道案内、経路検索、衛星写真、ストリートビューなどを利用できる                                                         |
| Gガイド番組表リモコン          | テレビ番組表とAVリモコン機能が1つになったアプリ |
| iD設定アプリ                   | おさいふケータイクレジット決済サービスiDの設定アプリ                                                                                                  |
| DCMXクレジットアプリ           | NTTドコモが提供するおさいふケータイクレジットDCMXの設定アプリ                                                                                         |
| モバイルSuica登録用iアプリ     | モバイルSuica契約用のiアプリ |
| ヘルスチェッカー               | 歩数、活動量、脈拍数、血圧、体組成のデータを管理するアプリ                                                                                            |
| ドコモWebメール                | パソコン・FOMA端末のどちらからでも利用できるメールサービス「ドコモWebメール」のアプリ                                                                 |
| 地図アプリ                     | GPS機能を利用して、目的地を検索したり、乗り換え案内を駆使した、交通手段によるルートを表示が可能                                                       |
| ROID ウィジェット2             | モバイルサイト「ROID」の更新情報などを通知してくれるウィジェット                                                                                      |
| Start! iウィジェット           | iウィジェットの使い方をムービーで見ることができるiアプリ                                                                                              |
| iWウォッチ                     | iウィジェット画面でグラフィカルに時計や電池残量を確認することができるアプリ                                                                           |
| 楽オク☆アプリ                  | 楽天オークション用のアプリ |
| iアプリバンキング              | モバイルバンキングを簡単に利用するためのアプリ |
| マクドナルド トクするアプリ    | 日本マクドナルドのかざすクーポンなどを利用するためのアプリ                                                                                            |
| 株価アプリ                     | iウィジェットを利用して株価情報を表示するアプリ |
| 花粉アプリ                     | スギ・ヒノキの分布や量を確認できるアプリ |
| お天気アプリ                   | 簡単操作で詳細な気象情報が確認できるアプリ |
| FOMA通信環境確認アプリ         | FOMAハイスピードエリアを利用できるかを確認することができるiアプリ                                                                                     |
| ドコモ料金案内                 | 通話料やパケット通信料等の簡易的な履歴を一覧やグラフで確認できるアプリ                                                                                |
| 電子マネー「nanaco」           | セブン&アイグループの電子マネー「nanaco」のモバイル版                                                                                                 |
| かざす請求書                   | 毎月のドコモ利用料金の情報をおサイフケータイに取得し、請求書が無くてもコンビニエンスストアで決済できるアプリ（本サービスはセブン-イレブンのみ対応。） |
| ビックポイント機能付ケータイ   | おサイフケータイをビックカメラの「ビックポイントカード」として利用できるアプリ                                                                        |
| ヨドバシゴールドポイントカード | おサイフケータイをヨドバシカメラの「ヨドバシゴールドポイントカード」として利用できるアプリ                                                            |
| モバイルAMCアプリ              | おサイフケータイを使用して、ANAの各種サービスを利用できるアプリ                                                                                       |

上記のアプリの他ドコモマーケットなどから、アプリケーションのダウンロードが可能となる。

## 不具合
2011年2月17日に以下の不具合の修正がソフトウェアの更新でなされた。
修正点
- カメラ撮影時、シーン判別が誤作動する不具合。

## 歴史
- 2010年11月8日 - F-01C・F-02C・F-03C・F-04C・F-05C・F-06C・L-01C・L-02C・L-03C・Optimus chat L-04C・N-01C・N-02C・N-03C・P-01C・P-02C・P-03C・SH-01C・SH-02C・LYNX 3D SH-03C・SH-04C・SH-05C・SH-06C・ブックリーダー SH-07C・TOUCH WOOD SH-08C・REGZA Phone T-01C・HW-01C・BlackBerry Curve 9300・フォトパネル03の開発並びに一部機種の発売を発表。
- 2010年11月12日 - 発売開始。